# North Berwick
North Berwick is een koninklijke burgh en havenstad in het Schotse bestuurlijke gebied East Lothian, gelegen aan de Noordzee en ten zuiden van de Firth of Forth. Voor de kust liggen enige eilanden zoals het vogelreservaat Bass Rock.
North Berwick had zeker al een haven in de 12e eeuw. Deze haven ligt tussen twee zandige baaien: ten westen ligt Berwick Bay, ten oosten Milsey Bay. Deze zorgden voor een groei van de stad als strandplaats vanaf de 18e eeuw.
De 187 meter hoge vulkanische rots North Berwick Law ligt ten zuiden van de stad.
Sinds de 19e eeuw heeft North Berwick een spoorwegverbinding met Edinburgh, met een eindstation aan de North Berwick Line naar Edinburgh Waverley.

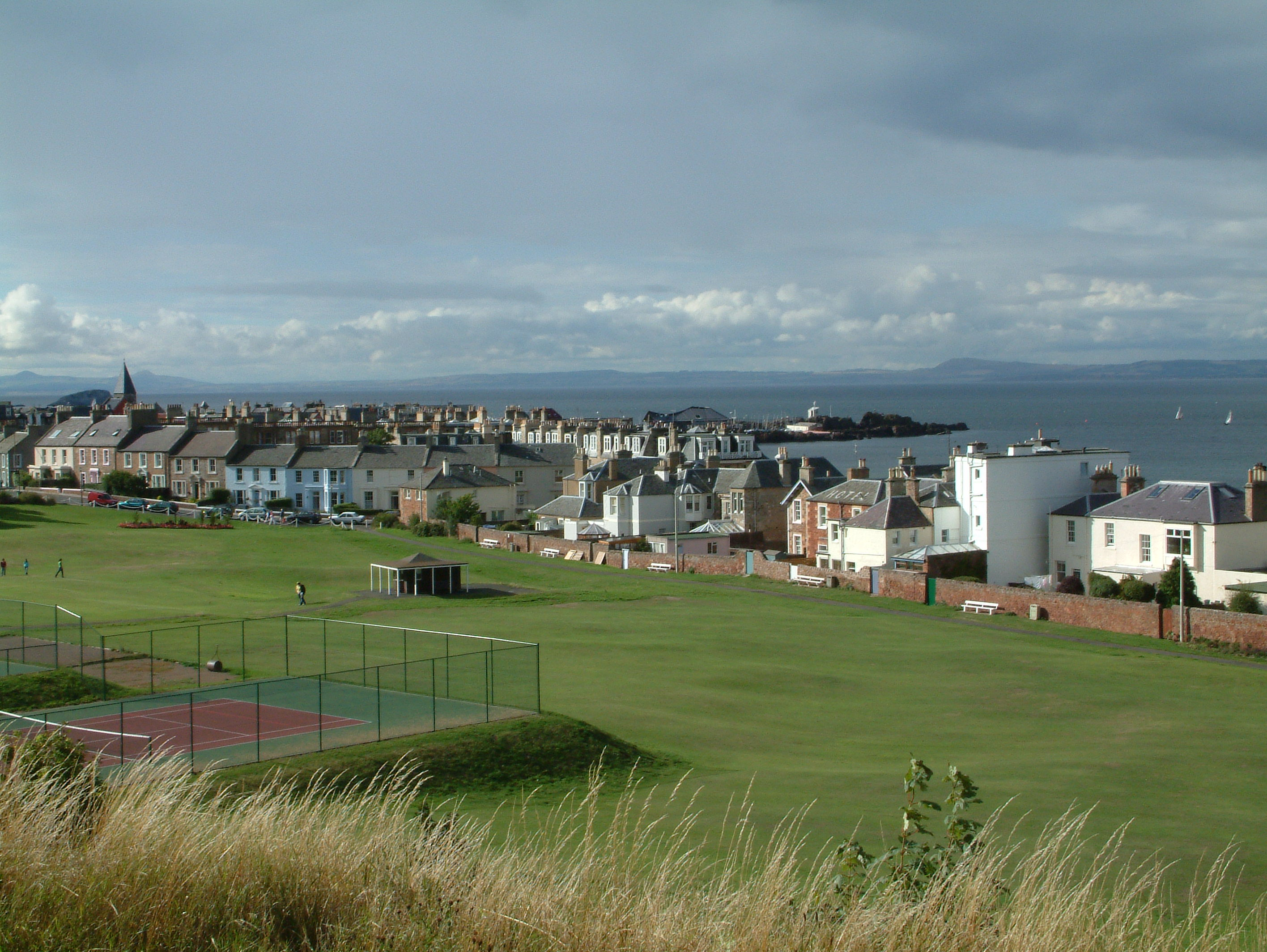
North Berwick
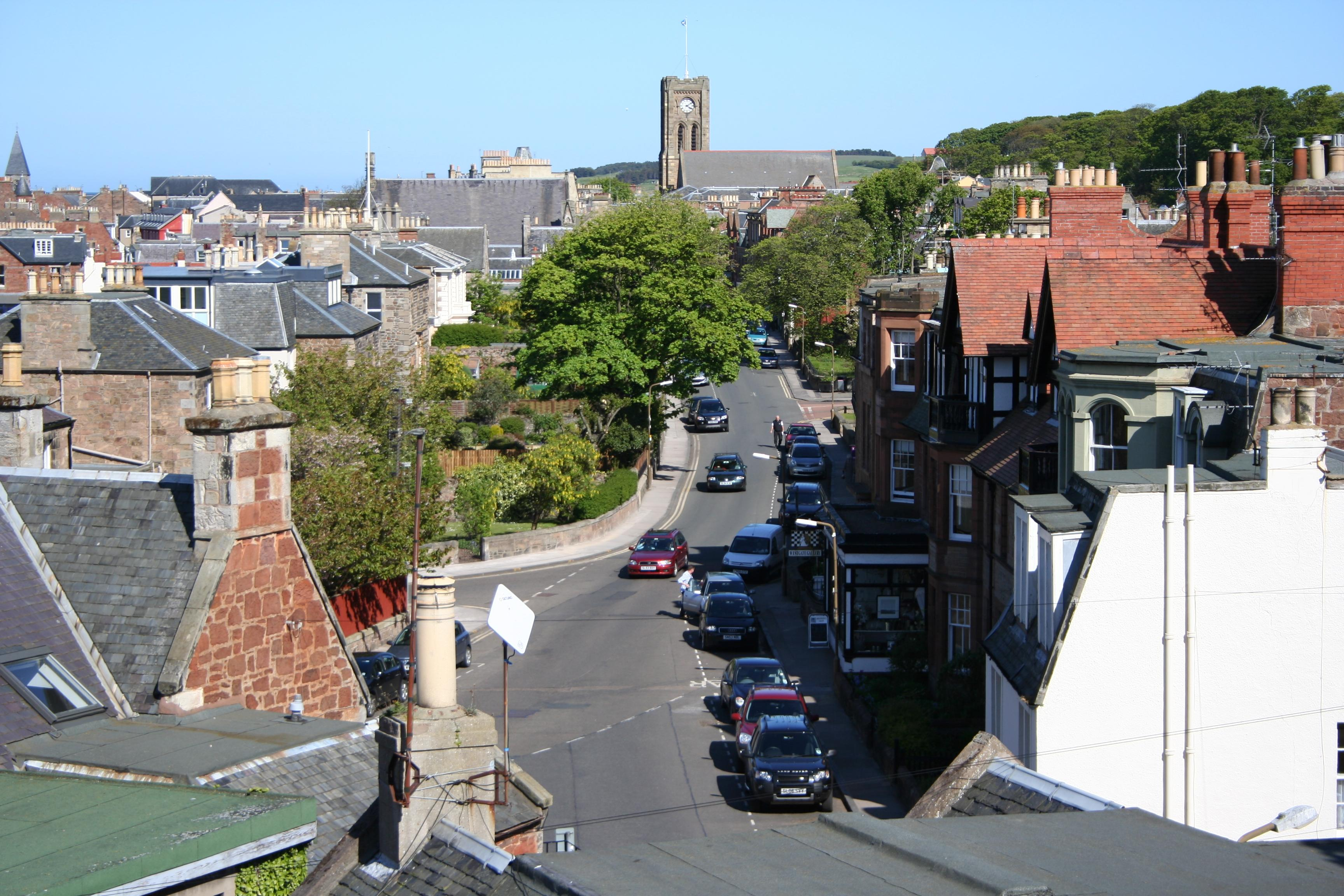
Centrum van North Berwick
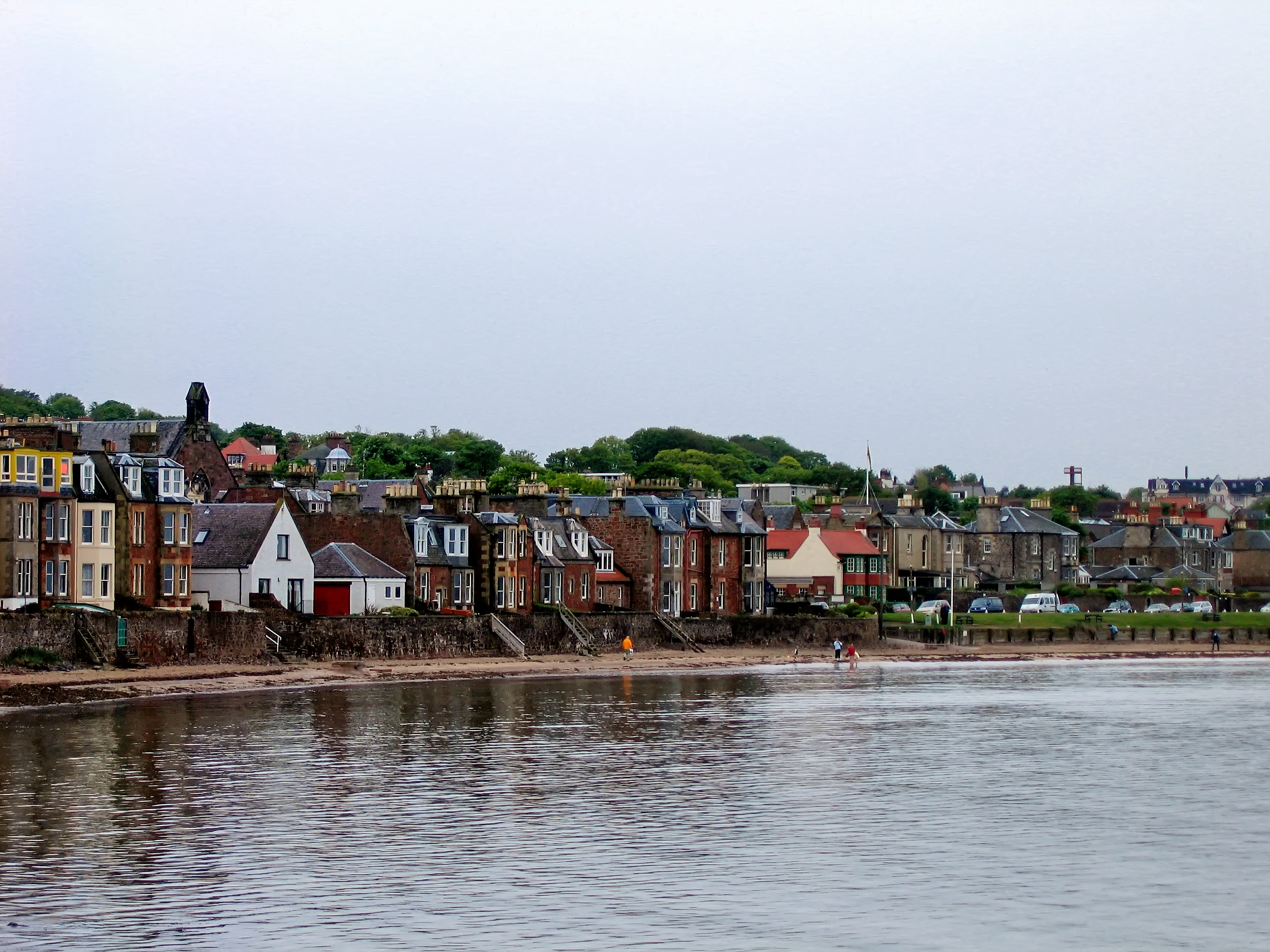
Kustlijn van North Berwick

## Golf
In Nortth Berwick zijn vier golfbanen:
- de North Berwick Golf Club (1832)
- de Tantallon Golf Club (1853)
- de Bass Rock Golf Club (1873)
- de North Berwick Ladies Golf Club (1888).

De North Berwick GC is het meest beroemd. Hij werd geopend in 1832, bestond toen uit zes holes en maakt deel uit van de vroege geschiedenis van de golfsport. Het is de 13de golfclub ter wereld.

## Geboren
- Willie Anderson (1879-1910), golfer
- Charles Lawrie (1923-1976), golfer en golfbaanarchitect

## Overleden
- Edward Albert Sharpey-Schafer (1850-1935), arts en fysioloog